# Albicija
Albicija (lat. Albizia), biljni rod drveća i grmlja iz porodice Fabaceae, smješten u tribus Ingeae, dio potporodice Caesalpinioideae. Preko 120 vrsta rašireno je po suptropskim i tropskim krajevima Amerike, Azije, Afrike i Australije.
Jedna od poznatijih vrsta je svilenasta albicija (A. julibrissin), korisno drvo koje raste od Irana na istok preko Kine do Japana.

## Vrste
1. Albizia acle (Blanco) Merr.
2. Albizia adianthifolia (Schumach.) W.Wight
3. Albizia adinocephala (Donn.Sm.) Britton & Rose ex Record
4. Albizia altissima Hook.f.
5. Albizia amara (Roxb.) Boivin
6. Albizia androyensis Capuron
7. Albizia angolensis Welw.
8. Albizia anthelmintica (A.Rich.) Brongn.
9. Albizia antunesiana Harms
10. Albizia arenicola R.Vig.
11. Albizia atakataka Capuron
12. Albizia attopeuensis (Pierre) I.C.Nielsen
13. Albizia aurisparsa (Drake) R.Vig. ex Capuron
14. Albizia aylmeri Hutch. ex Broun & Massey
15. Albizia balabaka Capuron
16. Albizia barinensis Cárdenas
17. Albizia bequaertii De Wild.
18. Albizia bernieri E.Fourn. ex Villiers
19. Albizia berteroana (Balb. ex DC.) Fawc. & Rendle
20. Albizia boinensis R.Vig.
21. Albizia boivinii E.Fourn.
22. Albizia brevifolia Schinz
23. Albizia buntingii Barneby & J.W.Grimes
24. Albizia burkartiana Barneby & J.W.Grimes
25. Albizia burmanica I.C.Nielsen
26. Albizia calcarea Y.H.Huang
27. Albizia canescens Benth.
28. Albizia carbonaria Britton
29. Albizia carrii Kanis
30. Albizia chevalieri Harms
31. Albizia chinensis (Osbeck) Merr.
32. Albizia commiphoroides Capuron
33. Albizia coriaria Welw. ex Oliv.
34. Albizia coripatensis (Rusby) Schery
35. Albizia corniculata (Lour.) Druce
36. Albizia crassiramea Lace
37. Albizia croizatiana F.P.Metcalf
38. Albizia decandra (Ducke) Barneby & J.W.Grimes
39. Albizia dinklagei (Harms) Harms
40. Albizia divaricata Capuron
41. Albizia dolichadena (Kosterm.) I.C.Nielsen
42. Albizia duclouxii Gagnep.
43. Albizia edwallii (Hoehne) Barneby & J.W.Grimes
44. Albizia elegans Kurz
45. Albizia eriorhachis Harms
46. Albizia euryphylla Harms
47. Albizia ferruginea (Guill. & Perr.) Benth.
48. Albizia forbesii Benth.
49. Albizia garrettii I.C.Nielsen
50. Albizia glaberrima (Schumach. & Thonn.) Benth.
51. Albizia glabripetala (H.S.Irwin) G.J.Lewis & P.E.Owen
52. Albizia grandibracteata Taub.
53. Albizia guillainii Guillaumin
54. Albizia gummifera (J.F.Gmel.) C.A.Sm.
55. Albizia harveyi E.Fourn.
56. Albizia inundata (Mart.) Barneby & J.W.Grimes
57. Albizia isenbergiana (A.Rich.) E.Fourn.
58. Albizia jaubertiana E.Fourn.
59. Albizia julibrissin Durazz.
60. Albizia kalkora (Roxb.) Prain
61. Albizia kostermansii I.C.Nielsen
62. Albizia lankaensis Kosterm.
63. Albizia lathamii Hole
64. Albizia laurentii De Wild.
65. Albizia lebbeck (L.) Benth.
66. Albizia lebbekoides (DC.) Benth.
67. Albizia leonardii Britton & Rose ex Barneby & J.W.Grimes
68. Albizia lucidior (Steud.) I.C.Nielson ex H.Hara
69. Albizia mahalao Capuron
70. Albizia mainaea Villiers
71. Albizia malacophylla (A.Rich.) Walp.
72. Albizia masikororum R.Vig.
73. Albizia morombensis Capuron
74. Albizia mossamedensis Torre
75. Albizia multiflora (Kunth) Barneby & J.W.Grimes
76. Albizia myriophylla Benth.
77. Albizia nayaritensis Britton & Rose
78. Albizia niopoides (Spruce ex Benth.) Burkart
79. Albizia numidarum Capuron
80. Albizia obbiadensis (Chiov.) Brenan
81. Albizia obliquifoliolata De Wild.
82. Albizia occidentalis Brandegee
83. Albizia odorata R.Vig.
84. Albizia odoratissima (L.f.) Benth.
85. Albizia ortegae Britton & Rose
86. Albizia papuensis Verdc.
87. Albizia pedicellata Baker ex Benth.
88. Albizia perrieri (Drake) R.Vig. ex Capuron
89. Albizia petersiana (Bolle) Oliv.
90. Albizia philippinensis I.C.Nielsen
91. Albizia pistaciifolia (Willd.) Barneby & J.W.Grimes
92. Albizia poilanei I.C.Nielsen
93. Albizia polycephala (Benth.) Killip
94. Albizia polyphylla E.Fourn.
95. Albizia procera (Roxb.) Benth.
96. Albizia purpusii Britton & Rose
97. Albizia retusa Benth.
98. Albizia rhombifolia Benth.
99. Albizia rosulata (Kosterm.) I.C.Nielsen
100. Albizia rubiginosa Miq.
101. Albizia rufa (Hassk.) Benth.
102. Albizia sahafariensis Capuron
103. Albizia salomonensis C.T.White
104. Albizia saponaria (Lour.) Blume ex Miq.
105. Albizia schimperiana Oliv.
106. Albizia sherriffii Baker f.
107. Albizia sinaloensis Britton & Rose
108. Albizia splendens Miq.
109. Albizia subdimidiata (Splitg.) Barneby & J.W.Grimes
110. Albizia suluensis Grestner
111. Albizia tanganyicensis Baker f.
112. Albizia tenuiflora (Benth.) F.Muell.
113. Albizia thompsonii Brandis
114. Albizia tomentella Miq.
115. Albizia tomentosa (Micheli) Standl.
116. Albizia tulearensis R.Vig.
117. Albizia umbrosa (Wall.) Benth.
118. Albizia vaughanii Brenan
119. Albizia verrucosa Capuron
120. Albizia versicolor Welw. ex Oliv.
121. Albizia vialeana Pierre
122. Albizia viridis E.Fourn.
123. Albizia welwitschii Oliv.
124. Albizia westerhuisii I.C.Nielsen
125. Albizia xerophytica J.Linares
126. Albizia zimmermannii Harms
127. Albizia zygia (DC.) J.F.Macbr.